# ザンストラ (小惑星)
ザンストラ (2945 Zanstra) は小惑星帯に位置する小惑星。オランダの天文学者でヘンドリク・ファン・ヘント (Hendrik van Gent) が南アフリカのヨハネスブルグで発見した。
オランダの天文学者ヘルマン・ザンストラにちなんで命名された。